# Atlantoraja castelnaui
Atlantoraja castelnaui là một loài cá thuộc họ Arhynchobatidae. Nó được tìm thấy ở Argentina, Brasil, and Uruguay. Môi trường sống tự nhiên của chúng là open seas.